# دردار أحمر
دردار أحمر أو بوقيصا غبيراء (الاسم العلمي: Ulmus rubra) هو نوع من النباتات يتبع جنس الدردار من الفصيلة الدردارية.

## الموئل والانتشار
موطنه النصف الشرقي للولايات المتحدة.

## الوصف النباتي

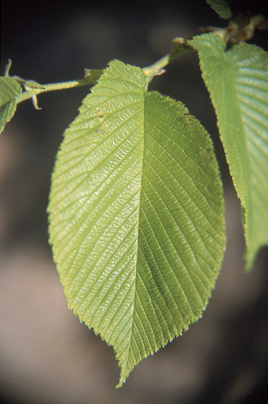
ورق الدردر الأحمر